# Langues à Sao Tomé-et-Principe
L'État insulaire de Sao Tomé-et-Principe a plusieurs langues officielles. Le portugais est la langue de l'ancien pays colonisateur. Deux langues créoles ont le même statut, le sãotomense et le principense.

## Liste des langues
- Portugais

### Langues créoles
La plupart des Santoméens parlent des langues créoles à base lexicale portugaise.
- le forro, le créole santoméen, ou sãotomense. On le trouve sur l’île de Sao Tomé.
- le moncó ou principense, parlé sur l'île de Principe.
- l'angolar, sur l'île de Sao Tomé.

### Langues extérieures
Une langue bantoue, le fang est parlé par quelque 13 000 immigrants.
L'anglais est parlé en seconde langue par environ 3 000 personnes, surtout issues de l'élite des îles, le reste l'étant pour des guides et du personnel qui travaille dans le secteur du tourisme. Le français est très peu connu, et pour l'apprendre, il faut aller à Libreville, au Gabon[réf. nécessaire].

## Données statistiques
Selon les données du recensement de 2012 (RGPH-2012), 98,4 % des habitants parlent le portugais ; 36,2 le forro ; 6,6 l'angolar ; près de 1 % le lunguié.

Parmi les langues étrangères, la plus parlée est le créole du Cap-Vert (8,5 %), suivi du français (6,8 %).
En prenant compte la langue maternelle et la deuxième langue, le portugais est parlé par 100% de la population.